# サンダー・ボガーツ
もしかして
- ザンダー・ボガーツ

ではありませんか？